# Dansk Melodi Grand Prix 2019
Dansk Melodi Grand Prix 2019 var den 49. udgave af Dansk Melodi Grand Prix, en årligt tilbagevendende sangkonkurrence afholdt siden 1957 af Danmarks Radio (DR). Konkurrencens formål var at finde den sang, der skulle repræsentere Danmark ved Eurovision Song Contest 2019 i Tel Aviv, Israel. Vinderen af konkurrencen blev Leonora med sangen "Love is Forever" skrevet af Lise Cabble, Melanie Wehbe og Emil Lei.
Arrangementet blev afviklet 23. februar 2019 i Jyske Bank Boxen i Herning med Kristian Gintberg og Johannes Nymark som værter.
Leonora endte på en 12. Plads ved finalen til Eurovision Song Contest.

## Deltagere
Et bedømmelsesudvalg nedsat af DR havde udvalgt de 10 deltagende sange i åben konkurrence blandt indsendte sange og øvrige sange indhentet i musikbranchen. Mads Enggaard havde som bidragsproducer haft det overordnede ansvar for at udvælge deltagerfeltet. Der var ingen absolut frist for indsendelse af sange; DR garanterede dog kun, at en sang ville komme i betragtning til Dansk Melodi Grand Prix 2019, hvis den blev sendt ind senest 26. september 2018.
De 10 deltagende solister og sange blev offentliggjort på et pressemøde 31. januar 2019 i DR Koncerthuset.
| Nr. | Solist(er)      | Sang                           | Komponist / tekstforfatter                                                                | Note          |
| --- | --------------- | ------------------------------ | ----------------------------------------------------------------------------------------- | ------------- |
| 1   | Simone Emilie   | "Anywhere"                     | Jeanette Bonde, Fred Miller, Fredrik Sonefors                                             |               |
| 2   | Jasmin Gabay    | "Kiss Like This"               | Lise Cabble, Clara Sofie Fabricius, Fredrik Sonefors                                      |               |
| 3   | Rasmus Faartoft | "Hold My Breath"               | Martin Skriver, Tim Schou, Thomas Agerholm, Sebastian Owens, Benjamin Rønn, Marcus Elkjer |               |
| 4   | Marie Isabell   | "Dancing with You in My Heart" | Greg C. Curtis, Miguel Garcia, Petrus Wessman, John Ballard                               |               |
| 5   | Sigmund         | "Say My Name"                  | Christoffer Stjerne, Abigail F. Jones                                                     | Superfinalist |
| 6   | Humørekspressen | "Dronning af Baren"            | Christian Kroman, Søren Schou, Chang Il Kim, Peter Lützen                                 |               |
| 7   | Julie & Nina    | "League of Light"              | Julie Berthelsen, Nina Kreutzmann Jørgensen, Marcus Winther-John og Joachim Ersgaard      | Superfinalist |
| 8   | Teit Samsø      | "Step It Up"                   | Christoffer Stjerne, Lise Cabble, Nanna Larsen                                            |               |
| 9   | Leonora         | "Love is Forever"              | Lise Cabble, Melanie Wehbe, Emil Lei                                                      | Superfinalist |
| 10  | Leeloo          | "That Vibe"                    | Laurell Barker, Ludvig Hilarius Brygmann, Maria Marcus                                    |               |

## Afstemning
Vinderen af Dansk Melodi Grand Prix 2019 blev fundet gennem to afstemningsrunder. I første runde stemte seerne og en fagjury på alle 10 sange. Tre sange gik herefter videre til superfinalen, hvor seerne og fagjuryen endeligt afgjorde hvilken af de tre superfinalister der skulle repræsentere Danmark ved Eurovision Song Contest 2019. Seerstemmerne og fagjuryens stemmer vægtede hver 50 % i begge afstemningsrunder.
Fagjuryen bestod af 10 danske fans af Eurovision Song Contest: Peter Bach, Clara Amalie Singerholm Christiansen, Benjamin Holstebroe, Jonas Jacobsen, Christina Janus, Kristina Møller Karlsen, Annette Kjungberg Kjeldsen, Mila Kovalj, Jonas Leth-Jensen og Ole Tøpholm. Flere af juryens medlemmer har beskæftiget sig med konkurrencen professionelt. Peter Bach deltog i Dansk Melodi Grand Prix 2001 som en del af vokalgruppen Basix; Clara Amalie Singerholm Christiansen, som havde vundet sin plads i juryen gennem P4-programmet "Formiddag på 4'eren", medvirkede i Dansk Melodi Grand Prix 2016 som korsanger for Sophia Nohr; Ole Tøpholm har kommenteret Eurovision Song Contest for DR siden 2011.

### Superfinale
| Nr. | Kunster(e)   | Sang              | Juryens stemmer | Seernes stemmer | Procent | Placering |
| --- | ------------ | ----------------- | --------------- | --------------- | ------- | --------- |
| 5   | Sigmund      | "Say My Name"     | 14%             | 9%              | 23%     | 3         |
| 7   | Julie & Nina | "League of Light" | 12%             | 23%             | 35%     | 2         |
| 9   | Leonora      | "Love is Forever" | 24%             | 18%             | 42%     | 1         |